# Phyllanthus mimosoides
Phyllanthus mimosoides är en emblikaväxtart som beskrevs av Olof Swartz. Phyllanthus mimosoides ingår i släktet Phyllanthus och familjen emblikaväxter. Inga underarter finns listade i Catalogue of Life.